# Ліхень-Старий
Лі́хень-Стари́й (пол. Licheń Stary) — село в Польщі, у гміні Слесін Конінського повіту Великопольського воєводства.
Населення — 1527 осіб (2011).

## Демографія
Демографічна структура станом на 31 березня 2011 року:
|          | Загалом | Допрацездатний вік | Працездатний вік | Постпрацездатний вік |
| -------- | ------- | ------------------ | ---------------- | -------------------- |
| Чоловіки | 776     | 185                | 524              | 67                   |
| Жінки    | 751     | 158                | 472              | 121                  |
| Разом    | 1527    | 343                | 996              | 188                  |